# Cuerpo de Infantería de Israel
El Cuerpo de Infantería del Ejército de Tierra Israelí es un cuerpo de maniobra que principalmente despliega tropas de Infantería. Incluye a varias unidades regulares de servicio y reserva, así como a brigadas comandadas operativamente por los mandos regionales de las FDI. 

## Resumen
El Cuerpo de Infantería se mueve en el campo de batalla a pie, en jeeps, o en vehículos blindados de personal. Desde el momento en que el cuerpo está formado por soldados que luchan a pie, la mayor parte de las armas que utiliza son armas personales o armas de equipo. 

### Armamento

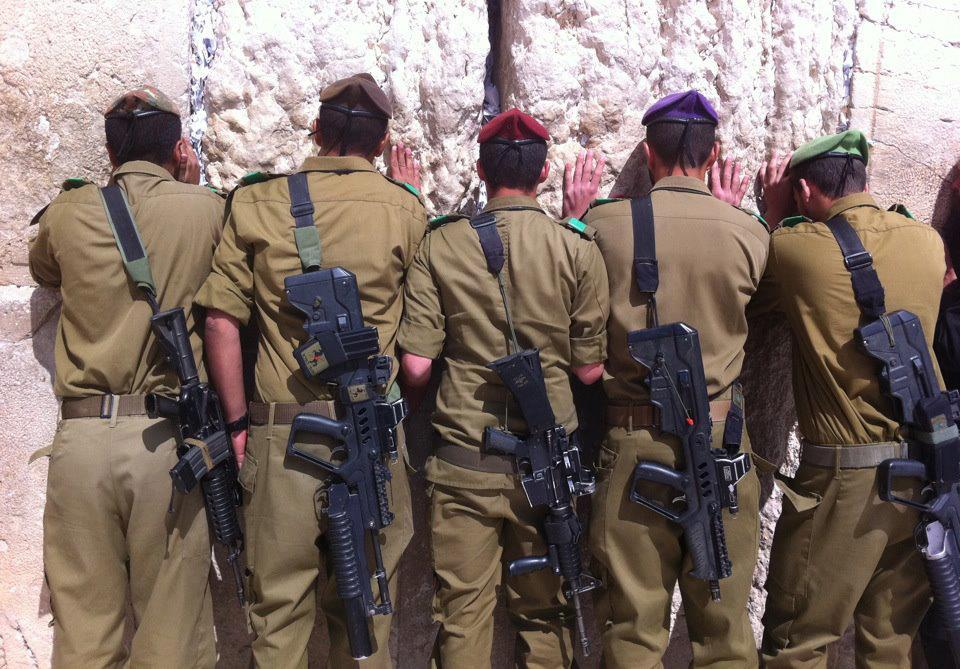
Soldados de las cinco brigadas en el Muro Occidental - de izquierda a derecha, la Brigada Kfir, la Brigada Golani, la Brigada Paracaidista, la Brigada Guivati, y la Brigada Nahal.

El arma personal de la mayor parte de los soldados de las FDI es el fusil MTAR-21, y el rifle de asalto M4A1. La mayor parte de los soldados regulares, que hacen el servicio militar en el Cuerpo de Infantería, están equipados con el rifle de asalto MTAR-21. En el año 2005, el fusil de asalto IMI Tavor Commando, entró en servicio operacional, y es actualmente el principal rifle de asalto del cuerpo de infantería. Cada soldado en el servicio operativo, está igualmente equipado con varias granadas de mano.
Las armas de compañía i de pelotón son diversas, e incluyen la ametralladora ligera IMI Negev, y la ametralladora FN MAG belga. Armas más pesadas incluyen la ametralladora Browning M2, y el lanza granadas General Dynamics Mk19. Algunas unidades también usan rifles de francotirador, como el M16A2, el Remington M24 SWS, el fusil Barrett M82, y recientemente el fusil de precisión HTR Serie 2000.

### Misiles y cohetes
Para enfrentarse a los objetivos blindados, el cuerpo utiliza una amplía gama de granadas, cohetes, y misiles. Las unidades del cuerpo están equipadas con RPG's antitanque como el RPG-7 ruso, el M72LAW, y el B-300 israelí. Recientemente ha entrado en servicio el cohete anti estructuras Matador, fabricado por la empresa Rafael Advanced Defense Systems, esta arma fue utilizada con éxito en la operación Plomo Fundido. Estas son armas relativamente baratas y fáciles de utilizar, y son muy útiles para atacar a objetivos blindados y edificios.  
Ya que los carros de combate modernos están muy armados, el arma más usada contra ellos son los misiles antitanque guiados, que son más caros y difíciles de manipular que los RPG's. El Cuerpo de Infantería principalmente utiliza misiles TOW y Spike.

### Vehículos
El Cuerpo de Infantería usa varios vehículos para el transporte, el reconocimiento, la movilidad de las tropas, y el control. Los vehículos ligeros de reconocimiento son los Jeep's Sufa y los Humvees. Estos vehículos están razonablemente bien defendidos, pero no bastante armados, puesto que se espera de ellos velocidad y maniobrabilidad. El Humvee, por otra parte, existe en una variedad de formas, algunas relativamente muy defendidas, otras no tanto. Está equipado con una ametralladora, cohetes, misiles antitanque, equipo de comunicaciones, y a veces incluyen un pequeño remolque. Para transportar las tropas a través de áreas hostiles, el Safari es un autobús que ha sido convertido y equipado con armamento pesando.

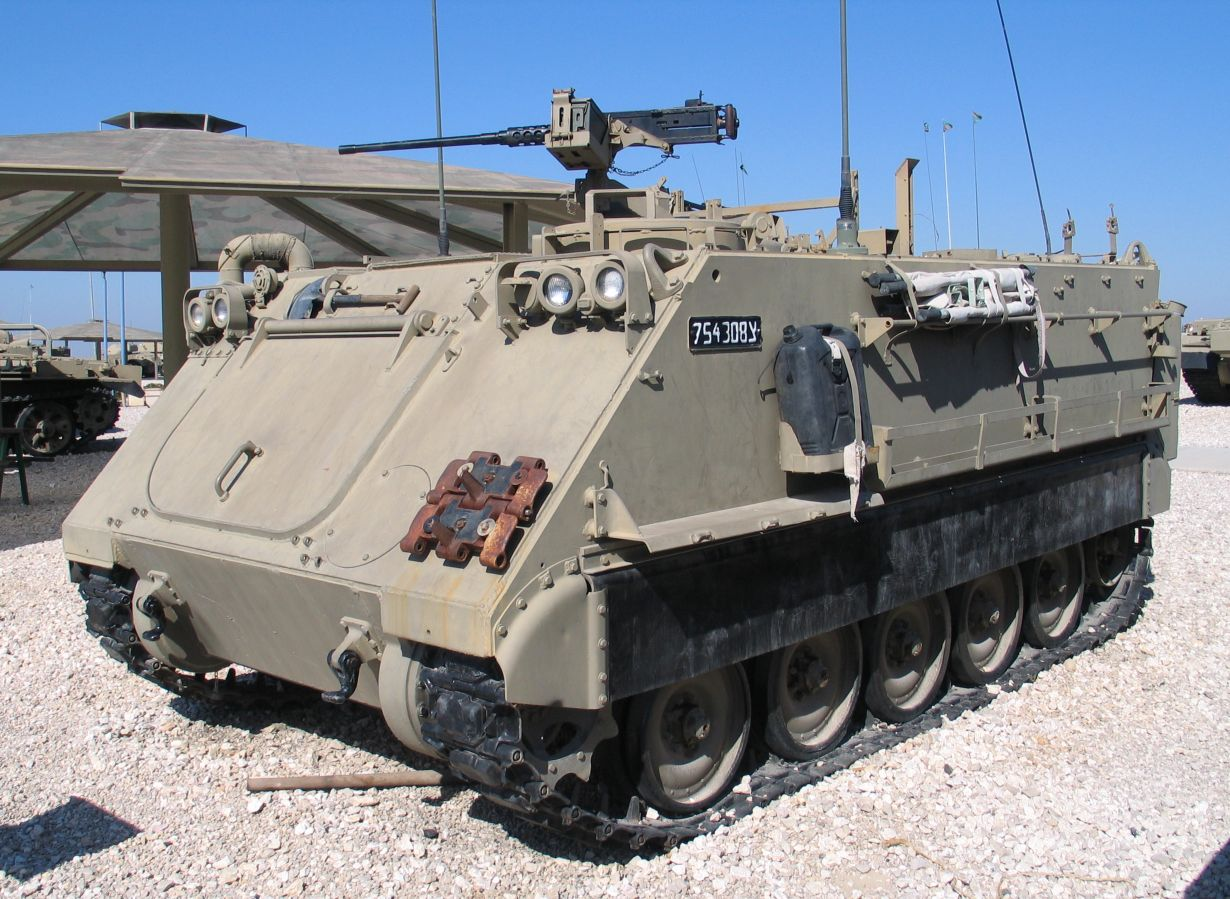
APC M113

Bajo un fuego intenso, las tropas son transportadas hacia el frente principalmente en vehículos APC's. La mayor parte de la lucha tiene lugar en estos vehículos, que están equipados con ametralladoras, morteros, cohetes, y misiles antitanque. El principal vehículo APC es el M113, principalmente aquellos que fueron comprados a los Estados Unidos durante los años 70 del siglo XX. A pesar de algunas mejoras, se considera un vehículo de transporte de personal viejo y vulnerable. Para responder a la demanda de vehículos más pesados, las IDF han adaptado varios tanques viejos o capturados al enemigo, para servir como transportes de tropas pesados, estos vehículos son el Achzarit, el Nakpadon y el Nagmachon, que usan el chasis de un tanque Centurion británico. Algunos APC's pesados eran originalmente vehículos de ingenieros de combate, hechos para transportar materiales de ingeniería, pero debido a su armamento pesando, a veces se usan para el transporte de tropas a las áreas hostiles. Recientemente, el vehículo de transporte de personal Namer, un APC pesado que está basado en el chasis de un tanque Merkava, ha entrado en servicio.

## Brigadas regulares de servicio
- La Brigada Golani (Mando del Norte).
- La 35.ª Brigada Paracaidista (Mando Central).
- La Brigada Nahal (Mando Central).
- La Brigada Kfir (Mando Central)
- La Brigada Guivati (Mando del Sur).
- La Brigada Oz ("Coraje") es una brigada de comandos.
- La Brigada Alexandroni.
- La Brigada Carmeli.

## Batallones independientes
- El Batallón Espada 299, era un batallón druso de infantería.
- El Batallón de Reconocimiento del Desierto 585, un batallón beduino.
- El 33.° Batallón Caracal, denominado como el felino caracal, es un batallón mixto que incluye tanto a hombres como a mujeres en sus filas.

## Unidades independientes
- La unidad Duvdevan, que opera en la Cisjordania ocupada.
- La unidad Maglán, una unidad de infantería especial.
- La unidad canina Oketz. Entrenamiento con perros.